# Ruská příjmení
Ruská příjmení a příjmení z nich odvozená jsou slovanská příjmení rozšířená na většině území Ruské federace a také v některých okolních státech se silným ruským vlivem, či menšinou. Velké množství ruských příjmení vychází z tzv. otčestva (tj. křestních či osobních jmen některého z předků), či různých přezdívek (například podle řemesel - кузнец = kovář, ap.).

## Výskyt
Deset nejrozšířenějších příjmení v rámci Ruské federace. Číslovka za příjmením udává procentuální podíl příjmení na celkovém počtu obyvatelstva státu.
1. Smirnov / Смирнов 1,862
2. Ivanov / Иванов 1,33
3. Kuzněcov / Кузнецов 0,998
4. Sokolov / Соколов 0,856
5. Popov / Попов 0,806
6. Lebeděv / Лебедев 0,742
7. Kozlov / Козлов 0,636
8. Novikov / Новиков 0,61
9. Morozov / Морозов 0,568
10. Solovjov / Соловьёв 0,486